# ФК Зета
ФК Зета, црногорски је фудбалски клуб из Голубовца, који се такмичи у Трећој лиги Црне Горе — Центар. Највећи успех остварила је у сезони 2006/07, када је освојила титулу првака Црне Горе, у првој сезони од формирања лиге. У европским такмичењима, постала је први клуб из Црне Горе који је прошао прво коло квалификација за Лигу шампиона, у сезони 2007/08, након што је победила Каунас. У сезони 2012/13. Зета је постала први клуб из Црне Горе који је дошао до плеј оф фазе квалификација за Лигу Европе, гдје је изгубила од ПСВ Ајндховена.
У сезони 2021/22. по први пут у историји испала је из Прве лиге, након чега је у сезони 2022/23. испала из Друге лиге.

## Историја
Клуб је основан 1927. године, под називом ФК Даница, а то име је носио до 1945. године. Од тада па до 1955. године познат је под називом ФК Напредак, а од тада као ФК Зета. Клуб је прошао све рангове такмичења, од 1996. године је у Другој а од 2000. године у Првој савезној лиги. Од сезоне 2006/07. такмичи се у Првој лиги Црне Горе, када су и освојили прво издање овог такмичења.
Као првак Зета је учествовала у првом колу квалификација за Лигу шампиона у сезону 2007/08., након што су победили Каунаса у првом колу квалификација у другом колу је поражена од Ренџерса. Зета је сезону 2007/08. завршила на другом месту Прве лиге, иако је имала исти број бодова као првопласирана подгоричка Будућност, али због слабијег међусобног скора није освојила титулу. То јој је омогућило да наредне сезоне учествује у УЕФА купу, али је испала већ у првом колу.
Наредне две сезоне, 2009/10. и 2010/11., Зета је завршавала на четвртом месту Прве лиге. У европским такмичењима ипак није имала већих успеха, па је 2010/11. и 2011/12. испадала у првом колу квалификација УЕФА лиге Европе.

## Успеси
| Првенство Србије и Црне Горе | Првак | 0 | /        |
| Првенство Србије и Црне Горе | Други | 0 | /        |
| Првенство Србије и Црне Горе | Трећи | 1 | 2004/05. |
| Првенство Црне Горе          | Првак | 1 | 2006/07. |
| Првенство Црне Горе          | Други | 1 | 2007/08. |
| Првенство Црне Горе          | Трећи | 1 | 2011/12. |

## Резултати у такмичењима у Црној Гори
| Сезона   | Ранг | Лига                | Бр.екипа           | Позиција            | Куп              |
| -------- | ---- | ------------------- | ------------------ | ------------------- | ---------------- |
| 2006/07. | 1    | Прва лига           | 12                 | 1. место            | Полуфинале       |
| 2007/08. | 1    | Прва лига           | 12                 | 2. место            | Четвртфинале     |
| 2008/09. | 1    | Прва лига           | 12                 | 9. место            | Осмина финала    |
| 2009/10. | 1    | Прва лига           | 12                 | 4. место            | Осмина финала    |
| 2010/11. | 1    | Прва лига           | 12                 | 4. место            | Полуфинале       |
| 2011/12. | 1    | Прва лига           | 12                 | 3. место            | Четвртфинале     |
| 2012/13. | 1    | Прва лига           | 12                 | 8. место            | Четвртфинале     |
| 2013/14. | 1    | Прва лига           | 12                 | 8. место            | Четвртфинале     |
| 2014/15. | 1    | Прва лига           | 12                 | 9. место            | Четвртфинале     |
| 2015/16. | 1    | Прва лига           | 12                 | 8. место            | Четвртфинале     |
| 2016/17. | 1    | Прва лига           | 12                 | 2. место            | Осмина финала    |
| 2017/18. | 1    | Прва лига           | 10                 | 6. место            | Осмина финала    |
| 2018/19. | 1    | Прва лига           | 10                 | 3. место            | Четвртфинале     |
| 2019/20. | 1    | Прва лига           | 10                 | 4. место            | Прекинуто        |
| 2020/21. | 1    | Прва лига           | 10                 | 6. место            | Полуфинале       |
| 2021/22. | 1    | Прва лига           | 10                 | 10. место           | Осмина финала    |
| 2022/23. | 2    | Друга лига          | 10                 | 9. место            | Осмина финала    |
| 2023/24. | 3    | Трећа лига — Центар | 12                 | 1. мјесто           | Није учествовала |
| 2024/25. | 3    | Трећа лига — Центар | 22 (2 групе по 11) | 3. мјесто у групи А | Није учествовала |

## Зета у европским такмичењима
| Сезона   | Такмичење     | Коло              | Држава              | Клуб             | Резултат | Укупан резултат |
| -------- | ------------- | ----------------- | ------------------- | ---------------- | -------- | --------------- |
| 2005/06. | УЕФА куп      | 2. коло кв.       | Босна и Херцеговина | НК Широки Бријег | 0:1, 2:4 | 2:5             |
| 2006.    | Интертото куп | 2. коло           | Словенија           | НК Марибор       | 1:2, 0:2 | 1:4             |
| 2007/08. | Лига шампиона | 1. коло кв.       | Литванија           | Каунас           | 3:1, 2:3 | 5:4             |
| 2007/08. | Лига шампиона | 2. коло кв.       | Шкотска             | Ренџерс          | 0:2, 0:1 | 0:3             |
| 2008/09. | УЕФА куп      | 1. коло кв.       | Словенија           | Интерблок        | 1:1, 0:1 | 1:2             |
| 2010/11. | Лига Европе   | 1. коло кв.       | Молдавија           | Дачија           | 1:1, 0:0 | 1:1             |
| 2011/12. | Лига Европе   | 1. коло кв.       | Словачка            | Спартак Трнава   | 0:3, 2:1 | 2:4             |
| 2012/13. | Лига Европе   | 1. коло кв.       | Јерменија           | Пјуник           | 1:2, 3:0 | 4:2             |
| 2012/13. | Лига Европе   | 2. коло кв.       | Финска              | Јивескиле        | 1:0, 2:3 | 3:3             |
| 2012/13. | Лига Европе   | 3. коло кв.       | Босна и Херцеговина | Сарајево         | 1:0, 1:2 | 2:2             |
| 2012/13. | Лига Европе   | Плеј оф           | Холандија           | ПСВ              | 0:5, 0:9 | 0:14            |
| 2017/18. | Лига Европе   | 1. коло кв.       | Босна и Херцеговина | Жељезничар       | 2:2, 0:1 | 2:3             |
| 2019/20. | Лига Европе   | 1. коло кв.       | Мађарска            | МОЛ Види         | 1:5, 0:0 | 1:5             |
| 2020/21. | Лига Европе   | Прелиминарно коло | Андора              | Енгордани        | 3:1      | 3:1             |
| 2020/21. | Лига Европе   | 1. коло кв.       | Луксембург          | Прогрес Нидеркон | 0:3      | 0:3             |